# Vereinigte Linke (1989)
 (juin 2022).
La Gauche unie (VL) était un mouvement politique créé dans les derniers instants de la République démocratique allemande (RDA). Il ne se considérait pas comme un parti, mais comme un "mouvement démocratique populaire" (selon Statuts de janvier 1990), s'étant toutefois présenté aux élections. 
Le VL a été fondé comme une fusion des divers gauches d'opposition (y compris des socialistes chrétiens, des trotskystes, des autonomistes et des partisans du modèle d'autonomie gouvernementale yougoslave) ainsi que des membres critiques du SED. La base était l'appel "Pour une gauche unie en RDA" du 4 septembre 1989. Sur la base de ce texte, le VL a été officiellement fondée le 2 octobre 1989, quelques semaines avant la chute du mur de Berlin, certains des principaux membres venaient du groupe Gegenstimmen, d'autres de Kirche von Unten. La Gauche unie a appelé au renouveau du socialisme et a tenté de créer une RDA démocratique et libre. À la fin de 1989, l'organisation a déclaré qu'elle comptait 1 500 membres, l'accent étant mis sur Berlin et Halle. En politique, il a joué un rôle en raison de conflits organisationnels internes et, contrairement à d'autres groupes d'opposition, ne pouvait compter que sur un soutien matériel minimal de l'Occident, par exemple via le VSP (Vereinigte Sozialistiche Partei), la Ligue communiste et certains groupes autonomes . 
Le VL a annoncé, dans sa déclaration du 29 janvier 1990, participer au gouvernement de responsabilité nationale avec un ministre sans secteur d' activité. Après la déclaration de Hans Modrow, elle se retire le 2 février 1990. 
En 1990, le VL s'est joint au parti Die Nelken (Les œillets) pour les élections des députés du Volkskammer du 18 mars 1990, avec une liste unie sous le nom "Aktionsbündnis Vereinigte Linke" (AVL), qui a obtenu 0,18% des voix et un siège occupé par Thomas Klein. Thomas Klein a également représenté le VL au Bundestag entre octobre et décembre 1990.  
Après l'élection du Bundestag de décembre 1990 jusqu'à sa démission en 1992 en raison d'une activité antérieure du MfS, la membre du VL, Jutta Braband (élue via la liste du land Brandebourg du PDS ), avait un mandat au Bundestag. Après 1990, divers membres du VL tels que Marion Seelig sur les listes ouvertes du PDS ou comme Hans Schwenke pour Alliance 90 / Les Verts ont été élus dans différents parlements des Lânder. Le VL lui-même s'est largement désintégré dans les années après 1990. 
Leur auto-dissolution officielle en tant qu'organisation globale a eu lieu le 19 octobre 2013 à Berlin.